# Симфонія (печера, Росія)
Симфонія (рос. Симфония) — печера в Архангельській області, на Біломорсько-Кулойському плато європейської півночі Росії. Карстова печера горизонтального типу простягання. Загальна протяжність — 3240 м. Глибина печери становить 10 м. Категорія складності проходження ходів печери — 2Б.